# Garrha pudica
Garrha pudica là một loài bướm đêm thuộc họ Oecophoridae. Nó được tìm thấy ở the Lãnh thổ Thủ đô Úc, New South Wales và Queensland.
Sải cánh dài khoảng 15 mm. Con trưởng thành có cánh màu nâu nhạt, với đốm lớn và hai đốm nhỏ.
Ấu trùng sống trong một vỏ làm từ lá cây chết. Chúng ăn lá chết của loài Eucalyptus tereticornis.

## Hình ảnh

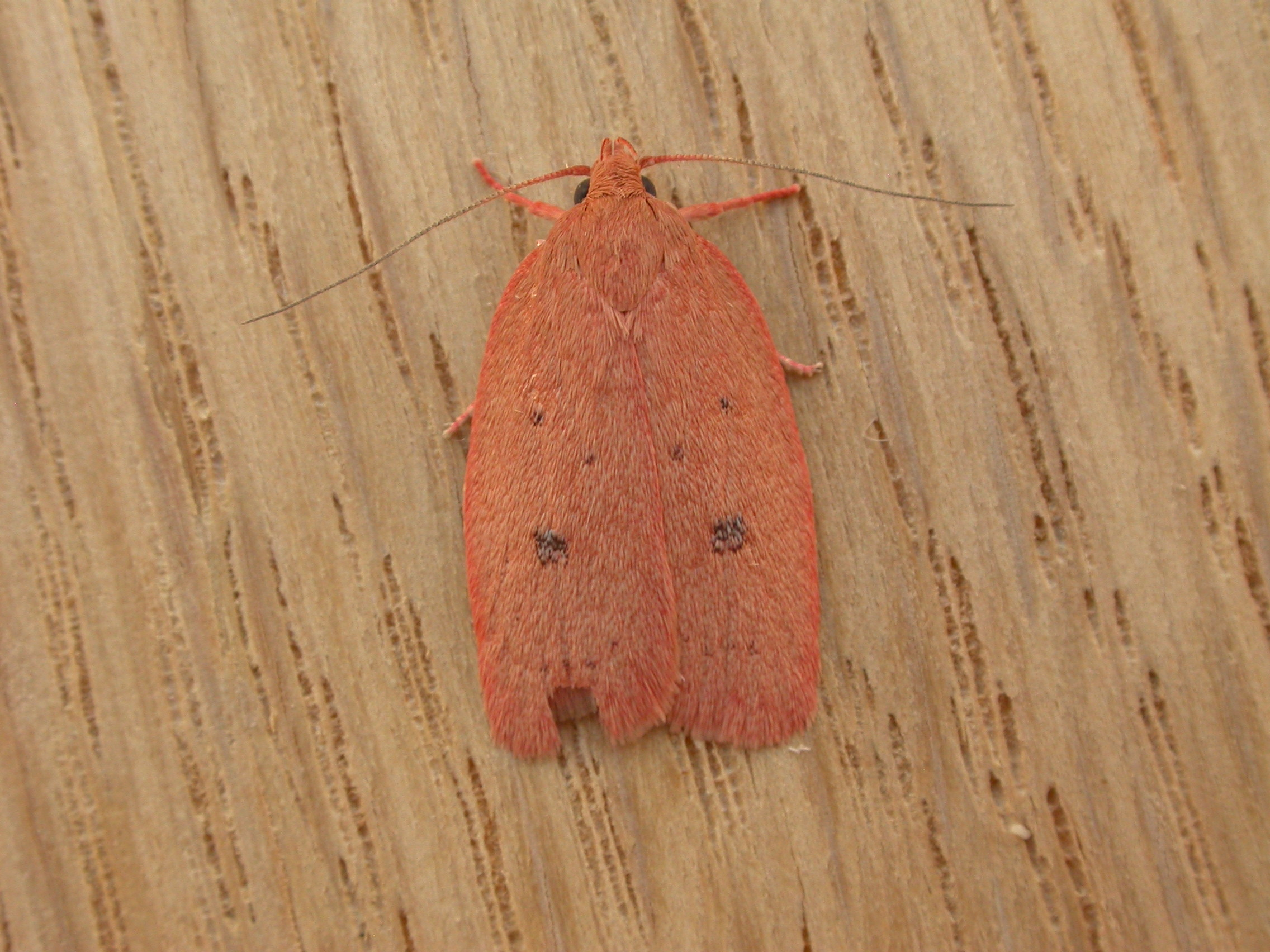